# Грушецкий, Владимир Сергеевич
Владимир Сергеевич Грушецкий (род. в 1759, ум. 13 мая 1839, пох. Виделибский погост Псковского уезда) — сенатор, действительный тайный советник, герольдмейстер Двора. Из дворянского рода Грушецких. Внесён в VI ч. Дворянской родословной книги Рязанской губернии.

## Биография. Должности
- В 1771 году записан на службу в артиллерию фурьером, в 1773 переведён капралом в лейб-гвардии Преображенский полк.
- В 1782 произведён в прапорщики, в 1784 — в подпоручики, в 1786 — в поручики.
- В 1783 — классный чин[1][2]
- В 1789 произведён в капитан-поручики.
- 3 декабря 1789 внесён в VI ч. Дворянской родословной книги Рязанской губернии[3].
- В 1792 произведён в капитаны.
- С военной службы ушёл в чине бригадира в 1793 году для определения к статским делам. Начал продвижение по гражданской службе, будучи назначенным герольдмейстером[4] 11 июня 1800 года.
- Герольдмейстер Двора в 1800 и 1804—1817 гг..[5][6]
- 15 июля 1800 года произведён в действительные статские советники.
- С 1801 — почётный командор Ордена Святого Иоанна Иерусалимского (1801 год)[7].
- 22 июля 1816 года произведён в тайные советники с назначением сенатором[3]
- Действительный тайный советник с 1822 года[8].
- С 1821 по 1827 гг. состоял по избранию дворянства Петербургской губернии членом кредитного совета Государственного Коммерческого банка.
- 24 февраля 1823 года избран членом Комитета Высочайше учреждённом при Сенате для начертания правил о производстве ревизий действия дворянских депутатских собраний и положительного определения дворянских родов.

## Награды
- Орден Святого Иоанна Иерусалимского почётный командор (1801)
- Орден Святого Владимира III степени (1803 год);
- Орден Святой Анны II степени (1803 год);
- Орден Святой Анны I степени (2.04.1811 год)[7].
- Знак отличия за XL лет беспорочной службы[9]

## Круг знакомств
Хорошо был знаком с семьёй родителей поэта А. С. Пушкина, с которым состоял в некотором родстве — его мать, Анна Матвеевна Воейкова была сестрой первой жены дедушки поэта, Льва Александровича Пушкина, Марии Матвеевны Воейковой. Семидесятилетний Сергей Львович Пушкин, отец поэта писал в журнал «Сын отечества»:

…Я в самом младенчестве помню брата её, Александра Матвеевича Воейкова, родного зятя её, Сергея Ивановича Грушецкого, племянников её Жеребцовых, Лачиновых. Все они так часто были у отца моего, не пропускали ни одного праздника, чтобы не приехать к нему по тогдашнему обычаю, с поздравлением как к старшему в семействе. — Сообразно ли это с сказанным в отрывке? — Я помню, что Владимир Сергеевич Грушецкой, сын Сергея Ивановича, скончавшийся только прошлого года сенатором в С.-Петербурге, всякое воскресенье с девяти часов утра уже был у отца моего в гвардейском унтер-офицерском мундире, которым я любовался. — Владимир Сергеевич напоминал мне пред самой почти кончиной, как часто он меня носил на руках.
— "Сергей Пушкин — журналу «Сын отечества», 1840 год.
 "

## Дом вПетербурге
Владимиру Сергеевичу принадлежал дом в центре Санкт-Петербурга, на улице Восстания, д. 35 (угол ул. Восстания и Некрасова ул., д. 40). В 1820-х — дом уже принадлежал чиновнику меньшего ранга, надворному советнику Антону Андреевичу Аврежио. В 1883-84 — Доходный дом Е. С. Егорова; архитектор — П. Ю. Сюзор (перестройка). В настоящее время на первом этаже этого дома размещается ресторан «Статский двор» (откр. в декабре 2006 г.), который позиционируется как заведение «легкой аристократичности и изысканной русской кухни». Своё название ресторан взял в честь первого владельца дома действительного статского советника Владимира Сергеевича Грушецкого.

## Поместья
- В начале XIX в. Владимиру Сергеевичу Грушецкому принадлежала мыза Новая Буря[4] (Ломоносовский район Ленинградской области). После его смерти мызой долгие годы владело семейство Вяткиных.
- За Владимиром Сергеевичем в с. Старожилово Пронского уезда состояло 332 муж. и 330 жен. душ.[3]

## Семья

### Родители
- Отец — Сергей Иванович Грушецкий, род. в 1713 г.. Отставной полковник. Владел мызой (отдельная усадьба с хоз. постройками, хутор) «Грушевицы» в Ломоносовском районе, в Ленинградской области.
- Мать — Анна Матвеевна Воейкова, рож. 1722 году. Из дворянского рода Воейковых.

### Жена
- Анастасия Александровна Окунева (р. 1768). Из дворянского рода Окуневых.

### Дети
- Михаил (ок. 1785—1862), действительный статский советник.
- Николай.